# Raúl Guerrón
Raúl Fernando Guerrón Méndez, mais conhecido como Guerrón (Imbabura, 12 de outubro de 1976) é um ex-futebolista equatoriano que atuava como zagueiro.

## Carreira
Raúl Gerrón representou a Seleção Equatoriana de Futebol na Copa do Mundo de 2002.
É irmão do também jogador Joffre Guerrón, jogador do Tigres-MEX. 